# 神戸発電所
神戸発電所（こうべはつでんしょ）は兵庫県神戸市灘区灘浜東町2にある神戸製鋼所の神戸製鉄所に隣接する火力発電所である。

## 概要
本発電所は、日本国内では最大級の独立系発電事業者として神戸製鋼所の100%子会社である株式会社コベルコパワー神戸及び株式会社コベルコパワー神戸第二が運営している、石炭専燃式の火力発電所である。1号機・2号機の総工費は約2,000億円であり、2002年に1号機が、2004年に2号機が、2022年に3号機が、2023年に4号機が営業運用を開始した。コベルコパワー神戸・コベルコパワー神戸第二が電力卸供給事業（IPP事業）として関西電力に電力を供給している。
コベルコパワー神戸が石炭火力による2基の発電設備によって日本のIPP事業としては最大級の140万kWを発電し年間600億円程を外部へ売電している。発電に伴う余熱の有効利用として、近隣事業所への蒸気供給事業を行うと共に、地域交流を兼ねて「灘浜ガーデンバーデン」や「灘浜スポーツゾーン」「灘浜サイエンススクエア」を運営しこれらへ熱供給を行っている。また、コベルコパワー神戸第二が第3高炉の跡地を活用し石炭火力による2基の発電設備によって130万kWを発電し外部へ売電している。3号機・4号機には最新鋭の発電技術である超々臨界圧発電設備が導入されている。
当発電所の発電設備（1号機から4号機）の発電量を合算すると270万kWにのぼる。

## 発電設備
- 総出力：270万kW
- 発電方式：汽力発電方式

1号機
定格出力：70万kW
使用燃料：石炭
蒸気条件：微粉炭火力　超臨界圧発電（Super Critical）
営業運転開始：2002年4月1日
2号機
定格出力：70万kW
使用燃料：石炭
蒸気条件：微粉炭火力　超臨界圧発電（Super Critical）
営業運転開始：2004年4月1日
3号機
定格出力：65万kW
使用燃料：石炭
蒸気条件：微粉炭火力　超々臨界圧発電（Ultra Super Critical）
営業運転開始：2022年2月1日
4号機
定格出力：65万kW
使用燃料：石炭
蒸気条件：微粉炭火力　超々臨界圧発電（Ultra Super Critical）
営業運転開始：2023年2月1日